# Islands herrlandslag i ishockey
Islands herrlandslag i ishockey är rankat som lag nummer 33 på IIHF:s världsrankinglista avseende 2013. Sedan 2007 har Island deltagit i division II. 
Man har varit IIHF-medlem sedan 1992. 
Första landskampen spelades i april 1999, och förlorades med 0-11 mot Israel vid det årets D-VM i Krugersdorp, vilket följdes upp med 0-14 mot Belgien och Island slutade sist i sin grupp, och fick spela placeringsmatcher. Av totalt fyra D-VM-matcher 1999 lyckades man vinna en, över Turkiet, men kunde trots detta inte undvika sista platsen i VM..
I VM 2008, lyckades man placera sig på femte plats i grupp B i division II i Newcastle, Australien och kunde därmed säkra fortsatt spel i division II före Nya Zeeland. Man lyckades vinna över Nya Zeeland med 3-6, dessutom tog man en poäng av Kina, som dock vann med 5-4 efter förlängning.
Man har inte ännu lyckats att kvalificera för OS eller tagit någon medalj i VM. 
Island är ett litet ishockeyland med 100-talet aktiva spelare på herrsidan. Man har tre inomhushallar som kan jämföras med Kanadas 2 451 stycken, eller Sveriges 320 hallar.

## OS-turneringar
- 2002 - OS i Salt Lake City, USA - deltog ej
- 2006 - OS i Turin, Italien - deltog ej
- 2010 - OS i Vancouver, Kanada - deltog ej
- 2014 - OS i Sotji, Ryssland - deltog ej

## VM-turneringar
- 1999 - D-VM i Sydafrika - nia (sist), 4 matcher, 1 seger, 3 förluster, 9 gjorda mål, 35 insläppta mål, 2 poäng.
- 2000 - D-VM i Island (hemmaplan) - femma, 4 matcher, 2 segrar, 2 förluster, 22 gjorda mål, 18 insläppta mål, 4 poäng.
- 2001 - VM Division II i Spanien - femma (näst sist), 5 matcher, 1 seger, 4 förluster, 11 gjorda mål, 34 insläppta mål, 2 poäng.
- 2002 - VM Division II i Jugoslavien - femma (näst sist), 5 matcher, 1 seger, 4 förluster, 14 gjorda mål, 44 insläppta mål, 2 poäng.
- 2003 - VM Division II i Bulgarien - sexa (sist), 5 matcher, 0 segrar, 5 förluster, 4 gjorda mål, 31 insläppta mål, 0 poäng.
- 2004 - VM Division III i Island (hemmaplan) - etta (guld), 4 matcher, 3 segrar, 1 oavgjord, 0 förluster, 46 gjorda mål, 8 insläppta mål, 7 poäng.
- 2005 - VM Division II i Serbien-Montenegro - sexa (sist), 5 matcher, 0 segrar, 5 förluster, 6 gjorda mål, 26 insläppta mål, 0 poäng.
- 2006 - VM Division III i Island (hemmaplan) - etta (guld), 4 matcher, 4 segrar, 0 förluster, 37 gjorda mål, 6 insläppta mål, 8 poäng.
- 2007 - VM Division II i Sydkorea - fyra, 4 matcher, 1 seger, 3 förluster, 0 sudden deaths-/straffläggningssegrar, 0 sudden deaths-/straffläggningsförluster, 9 gjorda mål, 29 insläppta mål, 3 poäng.
- 2008 - VM Division II i Australien - femma (näst sist), 5 matcher, 1 seger, 3 förluster, 0 sudden deaths-/straffläggningssegrar, 1 sudden deaths-/straffläggningsförlust, 17 gjorda mål, 21 insläppta mål, 4 poäng.
- 2009 - VM Division II i Serbien - fyra, 5 matcher, 2 segrar, 2 förluster, 0 sudden deaths-/straffläggningssegrar, 1 sudden deaths-/straffläggningsförlust, 11 gjorda mål, 30 insläppta mål, 7 poäng.
- 2010 - VM Division II i Estland - trea (brons), 5 matcher, 3 segrar, 2 förluster, 0 sudden deaths-/straffläggningssegrar, 0 sudden deaths-/straffläggningsförluster, 16 gjorda mål, 18 insläppta mål, 9 poäng.
- 2011 - VM Division II i Kroatien - trea (brons), 5 matcher, 3 segrar, 2 förluster, 0 sudden deaths-/straffläggningssegrar, 0 sudden deaths-/straffläggningsförluster, 24 gjorda mål, 18 insläppta mål, 9 poäng.
- 2012 - VM Division II Grupp A i Island (hemmaplan) - fyra, 5 matcher, 2 segrar, 3 förluster, 0 sudden deaths-/straffläggningssegrar, 0 sudden deaths-/straffläggningsförluster, 12 gjorda mål, 19 insläppta mål, 6 poäng.
- 2013 - VM Division II Grupp A i Kroatien - trea (brons), 5 matcher, 2 segrar, 2 förluster, 1 sudden deaths-/straffläggningsseger, 0 sudden deaths-/straffläggningsförluster, 16 gjorda mål, 16 insläppta mål, 8 poäng.
- 2014 - VM Division II Grupp A i Serbien - tvåa (silver), 5 matcher, 1 seger, 1 förlust, 3 sudden deaths-/straffläggningssegrar, 0 sudden deaths-/straffläggningsförluster, 18 gjorda mål, 15 insläppta mål, 9 poäng.
- 2015 - VM Division II Grupp A i Island (hemmaplan) - femma (näst sist), 5 matcher, 2 segrar, 2 förluster, 0 sudden deaths-/straffläggningssegrar, 1 sudden deaths-/straffläggningsförlust, 17 gjorda mål, 13 insläppta mål, 7 poäng.
- 2016 - VM Division II Grupp A i Spanien - femma (näst sist), 5 matcher, 1 seger, 3 förluster, 0 sudden deaths-/straffläggningssegrar, 1 sudden deaths-/straffläggningsförlust, 16 gjorda mål, 23 insläppta mål, 4 poäng.

## VM-statistik

### 1999-2006
| VM-Turneringar    | Matcher | Segrar | Oavgjorda | Förluster | Gjorda mål | Insläppta mål | Poäng |
| ----------------- | ------- | ------ | --------- | --------- | ---------- | ------------- | ----- |
| A-VM              | 0       | 0      | 0         | 0         | 0          | 0             | 0     |
| B-VM/Division I   | 0       | 0      | 0         | 0         | 0          | 0             | 0     |
| C-VM/Division II  | 20      | 2      | 0         | 18        | 35         | 135           | 4     |
| D-VM/Division III | 16      | 10     | 1         | 5         | 114        | 67            | 21    |

### 2007-
| VM-Turneringar | Matcher | Segrar | Förluster | Sudden deaths-/Straffläggningssegrar | Sudden deaths-/Straffläggningsförluster | Gjorda mål | Insläppta mål | Poäng |
| -------------- | ------- | ------ | --------- | ------------------------------------ | --------------------------------------- | ---------- | ------------- | ----- |
| VM             | 0       | 0      | 0         | 0                                    | 0                                       | 0          | 0             | 0     |
| Division I     | 0       | 0      | 0         | 0                                    | 0                                       | 0          | 0             | 0     |
| Division II    | 54      | 20     | 26        | 4                                    | 4                                       | 166        | 222           | 72    |
| Division III   | 0       | 0      | 0         | 0                                    | 0                                       | 0          | 0             | 0     |

- ändrat poängsystem efter VM 2006, där seger ger 3 poäng istället för 2 och att matcherna får avgöras genom sudden death (övertid) och straffläggning vid oavgjort resultat i full tid. Vinnaren får där 2 poäng, förloraren 1 poäng.

## Spelade matcher
Avser matcher fram till 15 april, 2014
| Lag                    | S | V | O | F | GM | IM |
| ---------------------- | - | - | - | - | -- | -- |
| Armenien               | 2 | 2 | 0 | 0 | 35 | 4  |
| Australien             | 5 | 2 | 0 | 3 | 11 | 18 |
| Belgien                | 5 | 1 | 0 | 5 | 12 | 35 |
| Bulgarien              | 3 | 1 | 0 | 2 | 7  | 13 |
| Estland                | 4 | 0 | 0 | 4 | 5  | 33 |
| Grekland               | 1 | 0 | 0 | 1 | 6  | 8  |
| Irland                 | 3 | 3 | 0 | 0 | 29 | 1  |
| Israel                 | 8 | 3 | 0 | 5 | 21 | 38 |
| Jugoslavien            | 1 | 0 | 0 | 1 | 1  | 8  |
| Kina                   | 5 | 2 | 0 | 3 | 14 | 16 |
| Kroatien               | 3 | 0 | 0 | 3 | 2  | 20 |
| Litauen                | 1 | 0 | 0 | 1 | 0  | 20 |
| Luxemburg              | 2 | 2 | 0 | 0 | 13 | 2  |
| Mexico                 | 3 | 1 | 1 | 1 | 9  | 10 |
| Nya Zeeland            | 5 | 5 | 0 | 0 | 24 | 9  |
| Nordkorea              | 3 | 2 | 0 | 1 | 6  | 11 |
| Rumänien               | 2 | 0 | 0 | 2 | 5  | 12 |
| Serbien                | 4 | 3 | 0 | 1 | 15 | 13 |
| Serbien och Montenegro | 1 | 0 | 0 | 1 | 2  | 11 |
| Spanien                | 6 | 1 | 0 | 5 | 13 | 41 |
| Sydafrika              | 2 | 0 | 0 | 2 | 6  | 14 |
| Sydkorea               | 2 | 0 | 0 | 2 | 2  | 24 |
| Turkiet                | 4 | 4 | 0 | 0 | 29 | 7  |

## Laguppställning i VM 2008
| Nr | Namn                   | Position | Klubb                   |
| -- | ---------------------- | -------- | ----------------------- |
| 21 | Emil Alengård          | Forward  | Gislaveds SK            |
| 5  | Ulfar Andresson        | Back     | Skautafélag Björninn    |
| 4  | Birkir Arnason         | Back     | Skautafélag Akureyrar   |
| 23 | Trausti Bergmann       | Forward  | Skautafélag Björninn    |
| 8  | Gudmundur Björgvinsson | Back     | Skautafélag Reykjavíkur |
| 22 | Thorsteinn Björnsson   | Forward  | Skautafélag Reykjavíkur |
| 6  | Karl Eriksson          | Forward  | Grums IK                |
| 17 | Jon Gislason           | Forward  | Skautafélag Akureyrar   |
| 14 | Steinar Grettisson     | Forward  | Skautafélag Akureyrar   |
| 9  | Gunnar Guðmundsson     | Forward  | Skautafélag Björninn    |
| 10 | Birgir Hansen          | Forward  | Skautafélag Björninn    |
| 20 | Dennis Hedström        | Målvakt  | Vimmerby Hockey         |
| 18 | Robin Hedström         | Forward  | Lenhovda                |
| 16 | Dadi Heimisson         | Forward  | Skautafélag Björninn    |
| 12 | Stefan Hrafnsson       | Forward  | Skautafélag Reykjavíkur |
| 24 | Björn Jakobsson        | Back     | Skautafélag Akureyrar   |
| 25 | Ingvar Jonsson         | Back     | Skautafélag Akureyrar   |
| 7  | Jonas Breki Magnusson  | Forward  | Amager Jets             |
| 1  | Omar Skulason          | Målvakt  | Skautafélag Akureyrar   |
| 3  | Kari Valsson           | Back     | Skautafélag Reykjavíkur |
| 15 | Steinar Veigarsson     | Forward  | Skautafélag Reykjavíkur |
| 19 | Thorhallur Vidarsson   | Back     | Skautafélag Reykjavíkur |